# Irish Nationwide Building Society
Die Irish Nationwide Building Society (INBS) war ein irisches Kreditinstitut mit Sitz in Dublin, welches von 1873 bis 2011 bestand. 
Es wurde als Irish Industrial Building Society gegründet und im Jahr 1975 in den aktuellen Namen umbenannt. Aufgrund der Finanzkrise wurde sie schließlich in der Anglo Irish Bank fusioniert.
Da sie stark an der Finanzierung des irischen Immobilienmarktes beteiligt war, war die Irish Nationwide massiv von der Finanzkrise und dem Platzen der Immobilienblase in Irland betroffen. Im Jahr 2009 kam es deshalb zu einem Gesamtverlust in Höhe von 2,5 Mrd. €. Im August 2010 beantragte sie Staatshilfen in Höhe von 5,4 Mrd. €, dafür wurde sie verstaatlicht.
2010 wurde die Irish Nationwide aufgespalten, die Vermögenswerte wurden an die Irish Life and Permanent veräußert, und die faulen Kredite wurden gemeinsam mit der Anglo Irish Bank zur Irish Bank Resolution Corporation vereinigt.